# Cyberlindnera saturnus
Cyberlindnera saturnus är en svampart som först beskrevs av Klöcker, och fick sitt nu gällande namn av Minter 2009. Cyberlindnera saturnus ingår i släktet Cyberlindnera, ordningen Saccharomycetales, klassen Saccharomycetes, divisionen sporsäcksvampar och riket svampar.   Inga underarter finns listade i Catalogue of Life.